# Bacha, černý paraple!
Bacha, černý paraple! (1963, Uwaga! Czarny parasol!) je detektivní román pro mládež od polského spisovatele Adama Bahdaje. V románu, odehrávajícím se ve Varšavě, řeší dva dětští hrdinové, Kubík a Eliška, záhadu týkající se starého nepotřebného černého deštníku.

## Obsah románu
Kubík, který jde po prázdninách do šesté třídy, má přezdívku Detektiv, protože již vyřešil celou řadu problémů (například krádež utěráku nebo zmizení slepice, kterou zakousl pes). Na začátku příběhu se ujme nového případu, kterým je zmizení jezevčíka paní Šrotové. V hledání psa mu pomáhá jeho kamarádka Eliška. Pátrání je přivede ke zloději psů Tondovi Básníkovi, který miluje poezii a psy krade proto, aby za jejich vrácení vyinkasoval odměnu. Jezevčíka u něj opravdu najdou a on jim ho vydá pod podmínkou, že se poohlédnou po starém anglickém černém parapleti se stříbrnou rukojetí, které prý hledá jeden jeho známý.
Eliška brzy zjistí, že paraple je ve vlastnictví postarší profesorky paní Baumanové, ke které chodí na hodiny angličtiny. Jde o starý nepotřebný a od myší prožraný černý deštník, který paní Baumanová používá pro otevírání a zavírání horní okeničky ve svém bytě. Když se po válce vrátila domů, našla paraple ve svém bytě v knihovně a neví, kdo ho tam zanechal.
O paraple se ale začínají zajímat další podivná individua, jako je tajemný a legračně mluvící cizinec s knírkem a bílým kloboukem jménem Powalski, nebo mladík v černé kožené bundě, který vypadá jako sportovec a jmenuje se Fredy. Pan Powalski jde paní Baumanovou navštívit a po jeho odchodu se zjistí, že paraple zmizelo. Profesorka to ohlásí na bezpečnosti a Powalski se jí snaží podstrčit jiné podobné paraple, které však není poničeno od myší.
Mladí detektivové jsou velmi překvapeni, když zjistí, že Powalski pravé paraple nemá. Vyhodil je totiž u paní Baumanové z okna do zahrady a než si je stačil vzít, našel je Kubíkův tlustý spolužák s přezdívkou Lenochod. V rukojeti paraplete pak Kubík najde plánek nějakého bytu s červeným křížkem v koupelně. Odnese si paraple domů a matce řekne, že ho našel v tramvaji. Matka je pak k jeho zděšení ráno odnese do ztrát a nálezů, kde ho vyzvedne zrzavá milá Fredyho Sportovce.
Po mnoha nečekaných událostech a komplikacích se Kubíkovi a Elišce za pomoci Lenochoda podaří případ vyřešit. Plánek za války nakreslil bohatý Armén Mucharjan, aby jeho sestra žijící v San Francisku našla ve vile, ze které ho nacisté vyhnali, místo, kde zakopal svou cennou numismatickou sbírku. Po vyhnání z vily se Mucharjan ubytoval v bytě, kde nyní žije paní Najmanová, a zanechal tam po sobě černé paraple s plánkem. Napsal sice o tom sestře dopis, ale ten se během Varšavského povstání někam ztratil a byl doručen až po sedmnácti letech, rok před v knize popisovanými událostmi. Kromě dopisu ještě Mucharjan, který byl během povstání zabit, zanechal zmínku o plánku v knize básní Omara Chajjáma.
V době doručení dopisu byla Mucharjanova sestra již po smrti, ale její syn, pan Powalski, se rozhodl, že strýčkovy cennosti vyzvedne. Přijel proto do Varšavy a začal se shánět po černém parapleti. Vyhlásil i odměnu pro toho, kdo jej najde, a tím se dostal do centra pozornosti zločinecké bandy vedené Freddym Sportovcem. Tonda Básník si zase koupil v antikvariátu knížku Chajjámových básní, kde byla zmínka o plánku, a začal na vlastní pěst po parapleti pátrat. To vše se Fredyho bandě nelíbilo a rozhodla se jak Tondu tak Powalského zabít. Bylo jí v tom zabráněno zásahem bezpečnosti s pomocí mladých detektivů. Sbírka mincí pak obohatila varšavské muzeum.

## Česká vydání
- Bacha, černý paraple!, SNDK, Praha 1966, přeložil Jaroslav Simonides.